# Faslli Haliti
Faslli Haliti (ur. 5 grudnia 1935 w Lushnji, zm. 16 października 2020) – albański poeta, tłumacz i malarz.

## Życiorys
Ukończył naukę w liceum artystycznym Jordan Misja w Tiranie, w klasie malarstwa. Po odbyciu służby wojskowej zapisał się na studia z zakresu języka i literatury albańskiej na Uniwersytecie Tirańskim. Po ukończeniu studiów w 1961 pracował jako nauczyciel rysunku i literatury albańskiej w jednej ze szkół w Lushnji. Pierwsze wiersze opublikował w prasie w 1963. W 1969 wydał pierwszy tomik poezji pt. Dzisiaj (alb. Sot), za który otrzymał nagrodę państwową i członkostwo w Lidze Pisarzy i Artystów Albanii. W okresie albańskiej rewolucji kulturalnej w latach 60. XX w. napisany przez niego poemat Dielli dhe rrëkerat uznano za błędny ideologicznie. W okresie 1973–1983 miał zakaz publikowania. W ramach reedukacji zesłany na cztery lata do pracy w rolniczej spółdzielni produkcyjnej w Shegan k. Fieru, gdzie pracował jako robotnik rolny. Po dłuższej przerwie kolejny tomik wierszy wydał w 1984. Jego dorobek poetycki obejmuje 7 tomików poezji.
Oprócz działalności literackiej zajmował się także malarstwem. Pierwsza wystawa jego prac miała miejsce w 1970 w Tiranie. Haliti miał także bogaty dorobek jako tłumacz. Czytelnikom albańskim udostępnił powieść Aino Kallas – Pastor z Reigi, a także utwory Majakowskiego, Jesienina, Moravii, Lorki i Nasosa Vajanisa.
Odznaczony orderem Naima Frasheriego III kl., otrzymał też tytuł Honorowego Obywatela Miasta Lushnje. 
W życiu prywatnym żonaty (żona Nirvana), miał trójkę dzieci (córki Manjolę i Gentę oraz syna Helidona).

## Dzieła
- 1969: Sot (Dzisiaj)
- 1984: Mesazhe fushe
- 1986: Edhe shkronjat paskan gojë
- 1997: Mbrapsht (Z powrotem)
- 1997: S'di të hesht: poezi
- 1998: Lamtumirë kapedanët e mi (Żegnaj mój kapedanie)
- 2000: Çartje (Delirium)
- 2000: Deti, o ma', deti: poemtha
- 2000: Krisa: poezi
- 2000: Po s'ish ajo... : lirika (A jeśli to nie ona... liryka)
- 2003: Erdhi: poezi
- 2004: Iku: poezi
- 2006: Kujt t'i besoj  poezi të zgjedhura (Pamiętaj, abyś wierzył, poezje zebrane)
- 2010: Dielli dhe rrëketë
- 2010: Para ikjes (Przed odejściem)